# يوتو ناغاساكا
يوتو ناغاساكا (باليابانية: 永坂 勇人) (22 مايو 1994 في سابورو في اليابان – )؛ هو لاعب كرة قدم ياباني سابق كان يلعب كمدافع.

## وصلات خارجية
- يوتو ناغاساكا على موقع رابطة كرة القدم اليابانية للمحترفين (اليابانية)
- يوتو ناغاساكا على موقع قاعدة بيانات كرة القدم.إي يو (الإنجليزية)
- يوتو ناغاساكا على موقع Soccerway.com (الإنجليزية)
- يوتو ناغاساكا على موقع عالم كرة القدم.نت (الإنجليزية)